# Heinrich Otto
Pour les articles homonymes, voir Otto.
Heinrich Otto (né le 6 juillet 1858 à Wernswig près de Homberg (Efze), mort le 13 mai 1923 à Düsseldorf) est un peintre, dessinateur et graveur allemand.

## Biographie
Heinrich naît le 6 juillet 1858, après son frère Konrad (1857-1911) et avant sa sœur Katharina, d'Anna Gertrude Scheibeler et de Johannes Otto (1828-1889), qui travaille comme agriculteur et maraîcher.
À 14 ans, il entame un apprentissage de sculpteur chez Joseph Grassegger puis chez Heinrich Echtermeyer (1802-1876) à Cassel. En 1878, il est accepté dans la classe de sculpture de Karl Hassenpflug (de). Le jeune artiste passe ensuite deux ans à l'école des beaux-arts de Cassel auprès de Louis Kolitz et Carl Wünnenberg (de). Heinrich Otto est membre de l'École de Willingshausen (de), qu'il fréquente en tant qu'étudiant à l'académie de Kassel en 1881.
Il s'installe à Düsseldorf en 1889 et vit en face de l'académie des beaux-arts dans l'Eiskellerberg (de). Il développe des contacts étroits avec l'association Malkasten et avec les peintres de Willingshausen qu'il connaît déjà. De 1898 à 1902, il est membre du conseil d'administration de Malkasten. Viennent ensuite des séjours et des voyages d'études à Willingshausen, dans la vallée du Rhin et dans l'Eifel. En 1901, Heinrich Otto reçoit la Goldene Staatsmedaille à Dresde pour sa lithographie Mondnacht, il devient ensuite l'un des dessinateurs et graveurs allemands les plus importants. En 1903, il travaille comme professeur de peinture et de dessin pour les jeunes femmes à Düsseldorf, où il enseigne également à Henriette Schmidt-Bonn. Entre-temps, il vit à plusieurs reprises à Wernswig et Willingshausen. Le magazine Die Rheinlande, édité par Wilhelm Schäfer, publie des images de son travail au cours de sa première année. En 1904, Wilhelm Schäfer publie les portfolios de peintres allemands, contenant chacun quatre lithographies d'Otto. Il est membre de la Deutscher Künstlerbund.
Pendant la Première Guerre mondiale, Otto reprend la ferme de son neveu qui avait été enrôlé dans la guerre à Wernswig, car son frère est décédé dans un accident en 1911. Dans ce lieu, il avait sa résidence permanente à plusieurs reprises et participe régulièrement aux réunions d'échange artistique des peintres de Willingshausen. Il y peint, dessine et grave inlassablement des paysages et des représentations de récoltes. Son travail de dessinateur et de graveur de cette période est particulièrement remarquable. Son dernier voyage le conduit à Düsseldorf, où il a entre-temps été nommé professeur d'art à l'académie des beaux-arts de Düsseldorf.
Heinrich Otto meurt dans cette ville le 13 mai 1923 à l'âge de près de 65 ans des suites d'une pneumonie.